# Kiang West
Il distretto di Kiang West è un distretto del Gambia nella Divisione del Lower River con 14.711 abitanti al censimento del 2003.

## Società

### Evoluzione demografica
In base ai dati del censimento 1993 la popolazione del distretto era così suddivisa dal punto di vista etnico:
| Etnia       | Abitanti | %     |
| ----------- | -------- | ----- |
| Mandingo    | 11.319   | 87,89 |
| Fulani      | 1.116    | 8,66  |
| Wolof       | 29       | 0,22  |
| Jola        | 359      | 2,79  |
| Serahule    | 9        | 0,07  |
| Altre etnie | 46       | 0,36  |